# Suså
Suså, est un fleuve situé dans l'île de Seeland au Danemark.

## Caractéristiques
Le fleuve Suså a une longueur d'environ 83 km. Il drenne les eaux fluviales sur une superficie de 1 170 km². Il prend sa source à une altitude de 90 mètres.
Le cours d'eau traverse la région de Sjælland, la ville de Næstved et le parc naturel des lacs Tystrup - Bavelse, avant d'aller se jeter dans la Mer du Nord.

### Références

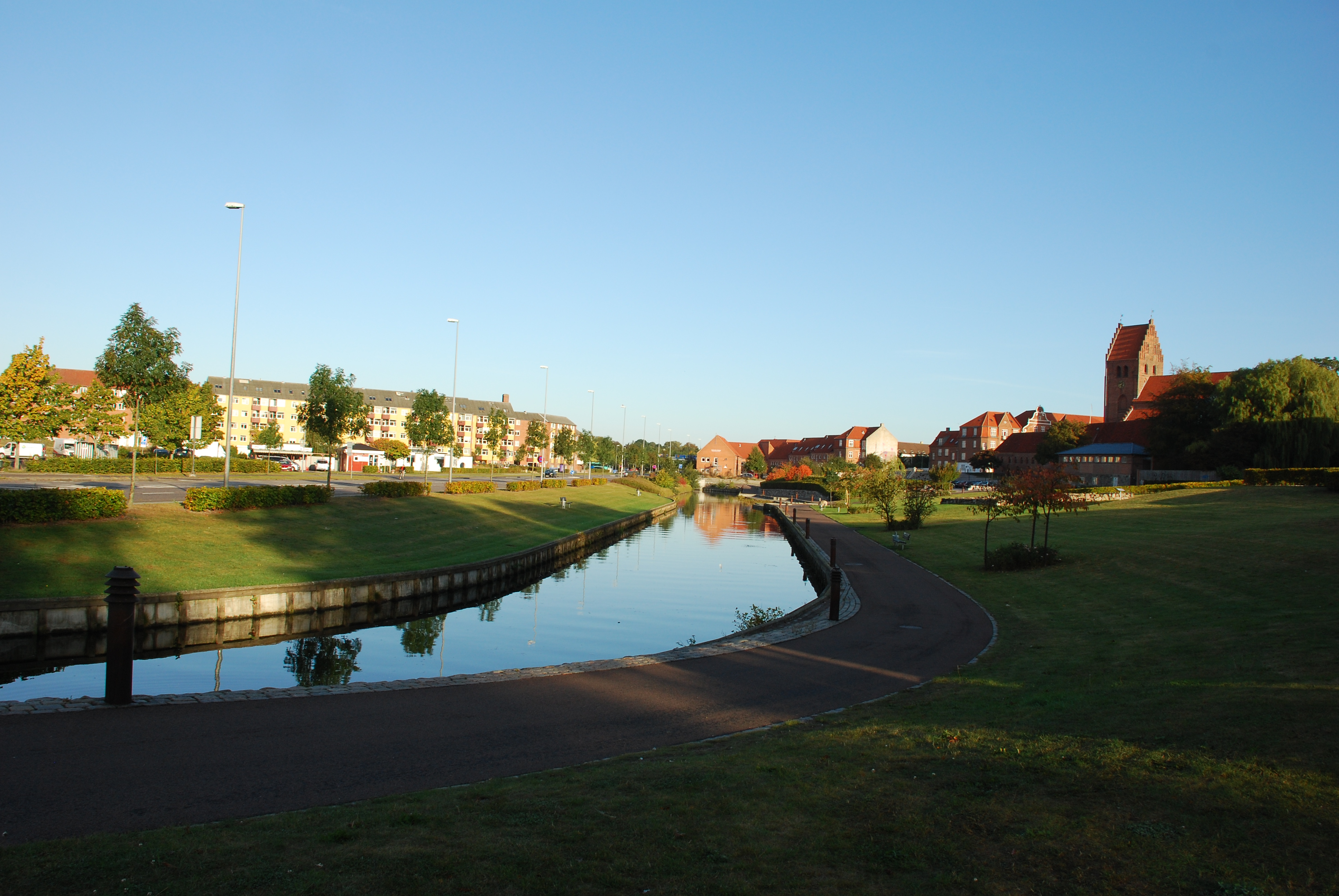
Le fleuve Suså traversant la ville de Næstved.

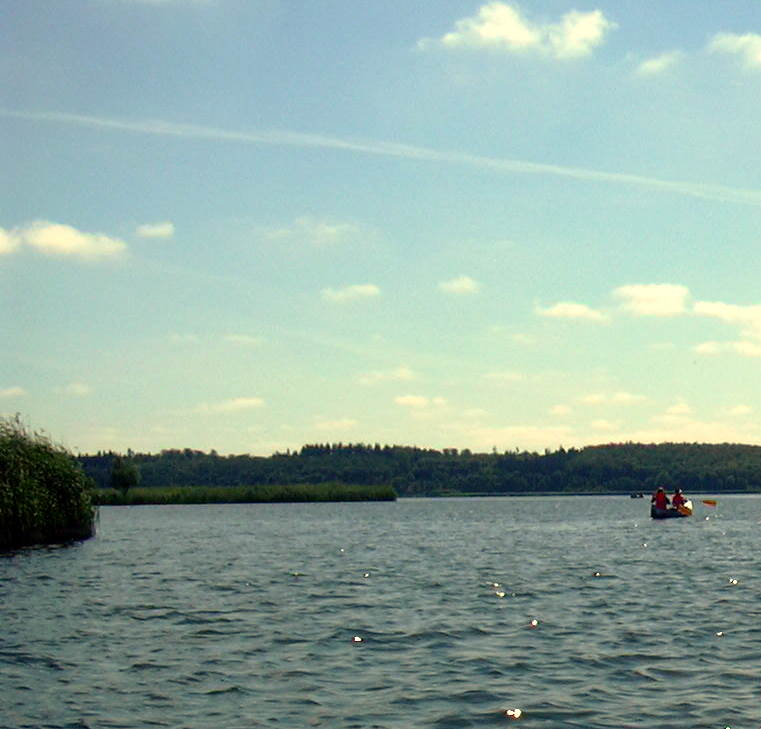
Le lac de Tystrup alimenté par les eaux du Suså.